# Замок Кілкоу
Замок Кілкоу (англ. Kilcoe Castle) — один із замків Ірландії, розташований в графстві Корк, на острові в бухті Роаргінгвотер, на південний схід від селища Баллідегоб.

## Історія
Замок Кілкоу був побудований приблизно в 1450 році ірландським кланом Дермод Мак Карті. Це гілка клану Мак Карті, що виникла від гілки Мак Каріт Ріабах, резиденція вождів якого була в замку Кілбрітайн. У 1594—1603 роках йшла так звана Дев'ятирічна війна за незалежність Ірландії. У 1600—1602 роках замок штурмували різні озброєні загони. У 1603 році замок захопив Конор О'Дрісколл. Потім замок оточила англійська армія під командою капітана Фловера. Після тривалої облоги гарнізон захисників замку здався. Замок Кілкоу був одним із останніх замків Карбері, які впали після нападу англійської армії після битви під Кінсейлом. Після цієї війни замок був закинутий і перетворився на руїну.
У 1978 році була побудована дорога, що з'єднує острів з основною частиною Ірландії. У 1998 році руїни замку Кілкоу були придбані актором Джеремі Айронсом. Він розпочав реставрацію замку, яка тривала 6 років і коштувала більше 1 мільйона фунтів стерлінгів. Замок тепер є приватною резиденцією. Фахівці з реставрації середньовічних замків критикували реставрацію замку Кілкоу, зокрема фахівці зазначали, що були використані сучасні матеріали при реставрації та колір відреставрованого замку. Загалом замок Кілкоу в давні часи більше нагадував замок Дунманус.
Нині замок Кілкоу є приватною резиденцією і закритий для відвідування.